# تپه گور بهمن
تپه گور بهمن مربوط به دوران‌های تاریخی پس از اسلام است و در شهرستان شیراز، روستای شاه بهرامی واقع شده و این اثر در تاریخ ۲۵ اسفند ۱۳۷۹ با شمارهٔ ثبت ۳۴۲۹ به‌عنوان یکی از آثار ملی ایران به ثبت رسیده است.